# Biserica Santa Maria Assunta
Biserica Santa Maria Assunta este un edificiu religios în localitatea Bargagli, provincia Genova, Italia. Lăcașul se află sub jurisdicția Arhidiecezei de Genova.

## Istoric și descriere
Biserica a fost construită în anul 935 și este una dintre cele mai antice biserici rurale din Liguria. Turnul bisericii a fost construit în anul 1237, iar în anul 1789 au loc lucrări de înălțare a turnului. Turnul măsoară aproape 30 m.

## Descriere
Primul ceas din turn a fost poziționat în anul 1799, iar cel de-al doilea în 1840. Alte lucrări pentru restructurarea bisericii au loc între 1926 și 1927, apoi între 1972 și 1973, iar ultimele lucrări se desfășoară în anul 1975.

## Galerie fotografică

Biserica văzută lateral.
Faţada bisericii.
Turnul bisericii.